# Federazione Sammarinese Tennis
La Federazione Sammarinese Tennis (FST) è l'organo, affiliato al Comitato Olimpico Nazionale Sammarinese, che promuove e organizza il tennis nella Repubblica di San Marino.
La federazione, fondata nel 1955, organizza il San Marino Cepu Open (e un tempo l'Open di San Marino) ed è il riferimento per le associazioni tennistiche dello Stato, quali il Centro Agonistico Sammarinese Tennis e il Tennis Club San Marino.
La federazione coordina inoltre l'attività internazionale della Nazionale sammarinese, impegnata ogni anno nella Coppa Davis.
Presidente della FST è Christian Forcellini.